# Río Ayaguz
El Ayaguz ( en kazajo: Аягөз ) también escrito Ayagöz y Ayaköz, es un río de la cuenca Balkhash-Alakol, Kazajistán.

## Geografía
El Ayaguz se alimenta del deshielo de las montañas Tarbagatai y se utiliza para el riego, desembocando en el extremo oriental del lago Baljash, aunque ya no hay mucho caudal del río en el lago. En sus orillas se encuentra la ciudad de. El río tiene una longitud de 492 kilómetros y una cuenca de 15.700 kilómetros cuadrados.
|  | Los números marcan las penínsulas, islas y bahías más grandes: 1. Península de Saryesik (que separa el lago en dos partes) y estrecho de Uzynaral 2. Península de Baygabyl 3. Península de Balai 4. Península de Shaukar 5. Península de Kentubek 6. Islas Basaral y Ortaaral 7. Isla Tazaral 8. Bahía de Shempek 9. Bahía de Saryshagan |

## Historia
En 1717, Kaip Khan y Abul Khayr atacaron el kanato de Dzungar pero fueron derrotados en el río Ayaguz.
En la primera mitad del siglo XIX se llevaron a cabo varias exploraciones rusas en la zona. Federoff exploró la zona en 1834. Entre 1837 y 1843 se cartografió la estepa trans-Irtysh hasta el río Ayaguz y el río Chu a una escala de cinco verstas por pulgada. También se inspeccionaron y exploraron las orillas del lago Balkash. El príncipe Gortchakoff, gobernador de Siberia occidental, envió en 1839 a un oficial llamado Assanoff con algunos hombres al lago Balkash para ver si se podía establecer una estación pesquera. Partió de Ayaguz y descendió por el río Ayagöz tomando sondeos y pescando. Encontró dos tipos de peces: marena y sudak, aunque no en grandes cantidades, en el agua salobre. En las cercanías se halló la tumba de Kuzu Kerbetch, de la que se decía que era importante para la población kirguís. Kuzu-Kerpetch era un jefe kirguís conocido en las canciones populares por su valor y su amor por Baian Sulu (que acabó causándole la muerte).

## Fauna
La parte baja del río, llena de juncos, fue en su día hábitat de tigres. En 2011, Ghobadi Pour et al. hallaron un fósil de trilobites del Ordovícico, un Agerina acutilimbata en el Katiense, formación Karagech, en el lado oriental del río Ajaguz, 7 km al norte del pueblo de Akchii, en la cordillera de Tarbagatai.